# Blacked Raw (серия фильмов)
Blacked Raw (также Blacked RAW и Blacked Raw V.) — серия американских порнографических фильмов студии Blacked, снятых в жанре межрасовой порнографии под одноимённым брендом Blacked Raw.

## Описание
Как и в большинстве серий порнографических фильмов, каждый фильм Blacked Raw состоит из четырёх сцен секса, снятых в жанре межрасовой порнографии и ранее выходивших на официальном сайте бренда — BlackedRaw.com, который был запущен в конце октября 2017 года. Особенностью данной серии является съёмка сцен в стиле любительских секс-видео с соответствующей любительской съёмке затемненным освещением (отсюда название бренда Raw — сырой, необработанный). Тематика фильмов достаточно обширна и включает в себя традиционный, анальный и групповой секс.

## Отзывы и награды
Критик фильмов для взрослых Дёрти Боб (Dirty Bob) из AVN поставил Blacked Raw V1 четыре звезды из пяти, похвалив режиссёра и отметив новый стиль съёмок. В рецензии на первый фильм Роджер Т. Пайп (Roger T. Pipe) положительно высказывается о технических сторонах фильма, съёмках, сексуальных действиях и хвалит сцену с участием Клейо Валентьен. Обозреватель сайта Adult DVD Talk поставил фильму четыре звезды из пяти, отнеся к недостаткам слишком долгий обмен сообщениями в сотовом телефоне. Мотасем «Мутантмо» Сейам (Moutasem «Mutantmo» Seyam) из XCritic поставил Blacked Raw V3 наивысшую оценку «Выбор XCritic», в заключение отметив оформление и общую стилистику фильма, а также назвав лучшими сцены с участием Вики Чейз и Ланы Роудс.
В январе 2019 года серия выигрывает XBIZ Award в категории «Сериал-виньетка года». В конце июня серия одерживает победу как «Лучший межрасовый сериал» на XRCO Award. В середине октября пятнадцатый фильм серии стал лучшим этническим/межрасовым фильмом по версии поклонников и был награждён NightMoves Award. В январе 2020 года серия повторно удостоена награды XBIZ в категории «Сериал-виньетка года». В этом же месяце три фильма серии (V15, V21 и V23) выигрывают каждый по одной награде AVN Awards. В начале декабря этого же года серия во второй раз была отмечена наградой XRCO Award.
В октябре 2021 года серия в третий по счёту раз удостоена премии XRCO Award. В январе 2022 года серия была отмечена премией AVN Awards в категории «Лучший гонзо/компендиум-сериал или канал». В январе 2023 года серия выиграла премию XBIZ Award в категории «Гонзо-сериал года».

## Список фильмов
| Год  | Фильм           | Актёрский состав |
| ---- | --------------- | --- |
| 2017 | Blacked Raw V1  | Клейо Валентьен, Лили Лав, Хлоя Скотт, Эвелин Клэр, Джейсон Лав, Дредд и Кэш Босс |
| 2018 | Blacked Raw V2  | Алина Лопес, Валери Кэй, Карли Грей, Наталья Старр, Джейсон Лав, Дредд и Кэш Босс |
| 2018 | Blacked Raw V3  | Вики Чейз, Лана Роудс, Мока Мора, Ханна Хейз, Джеймс Джаггер, Джейсон Лав, Джекс Слейхер и Дредд |
| 2018 | Blacked Raw V4  | Джесса Роудс, Дэйзи Стоун, Скайла Нови, Таша Рейн, Джейсон Лав, Джекс Слейхер и Кэш Босс |
| 2018 | Blacked Raw V5  | Арья Фэй, Джейд Найл, Джина Валентина, Райли Рид, Джейсон Лав, Джекс Слейхер, Дэвин Кинг и Кэш Босс |
| 2018 | Blacked Raw V6  | Абелла Дейнджер, Жизель Палмер, Кайли Пейдж, Лина Пол, Джейсон Лав, Джосс Лескаф, Дэвин Кинг, Мистер Блэквуд и Нэт Тёрнхер |
| 2018 | Blacked Raw V7  | Бретт Росси, Марли Бринкс, Пайпер Перри, Саманта Сэйнт, Джейсон Лав и Кэш Босс |
| 2018 | Blacked Raw V8  | Адриана Чечик, Ариана Мари, Афина Паломино, Каролина Свитс, Джейсон Лав, Джосс Лескаф, Мандинго и Хулио Гомес |
| 2018 | Blacked Raw V9  | Дженнифер Уайт, Оливия Остин, Райли Рейес, Райли Рид, Дарвин Слимпоук, Джейсон Браун, Джейсон Лав, Джекс Слейхер, Кэш Босс, Нэт Тёрнхер, Рэй Блэк, Хулио Гомес и Чилли Чиллс |
| 2018 | Blacked Raw V10 | Карли Грей, Клеа Готье, Химэ Мари, Эбигейл Мэк, Элла Хьюз, Джейсон Лав, Джосс Лескаф, Луи Смоллс и Мандинго |
| 2018 | Blacked Raw V11 | Арья Фэй, Елена Кошка, Лили Рейдер, Тори Блэк, Хейли Рид, Айзея Максвелл, Джейсон Браун, Джейсон Лав и Хулио Гомес |
| 2018 | Blacked Raw V12 | Бэйли Брук, Джилл Кэссиди, Синдерелла, Хлоя Капри, Джейсон Браун, Джейсон Лав и Луи Смоллс |
| 2018 | Blacked Raw V13 | Афтен Опал, Кали Роуз, Кендра Сандерленд, Рарри Раунд, Джейсон Лав, Джекс Слейхер, Джосс Лескаф, Луи Смоллс и Роб Пайпер |
| 2019 | Blacked Raw V14 | Ана Роуз, Зои Блум, Лили Лабо, Хлоя Капри, Шона Ривер, Джейсон Лав, Джекс Слейхер, Луи Смоллс, Нэт Тёрнхер и Роб Пайпер |
| 2019 | Blacked Raw V15 | Абелла Дейнджер, Джиа Лисса, Кисса Синс, Лена Рейф, Элла Хьюз, Джейсон Лав и Луи Смоллс |
| 2019 | Blacked Raw V16 | Алекса Грейс, Миа Малкова, Пейдж Оуэнс, Эшли Лэйн, Джейсон Лав, Джекс Слейхер, Луи Смоллс и Севьян Харден |
| 2019 | Blacked Raw V17 | Анджела Уайт, Лэйси Леникс, Миа Мелано, Эвелин Стоун, Джейсон Лав, Кэш Босс, Луи Смоллс и Роб Пайпер |
| 2019 | Blacked Raw V18 | Кира Торн, Мона Уэйлс, Райли Старр, Химэ Мари, Черри Кисс, Эшли Лэйн, Джейсон Лав, Джекс Слейхер, Ив Морган и Луи Смоллс |
| 2019 | Blacked Raw V19 | Айви Вульф, Лия Сильвер, Лэйси Леннон, Тиана Трамп, Джейсон Лав, Джекс Слейхер, Джосс Лескаф и Луи Смоллс |
| 2019 | Blacked Raw V20 | Алина Лопес, Кэсси Бендер, Марли Бринкс, Эбби Мейли, Джейсон Лав, Луи Смоллс и Роб Пайпер |
| 2019 | Blacked Raw V21 | Адриана Чечик, Елена Кошка, Каденс Люкс, Карла Куш, Лили Лабо, Пейдж Оуэнс, Хейли Рид, Хлоя Капри, Айзея Максвелл, Дарвин Слимпоук, Джейсон Браун, Джейсон Лав, Джекс Слейхер, Луи Смоллс, Нэт Тёрнхер, Севьян Харден и Чилли Чиллс |
| 2019 | Blacked Raw V22 | Бри Дэниелс, Дэнни Риверс, Наоми Нэш, Пейдж Оуэнс, Эбигейл Мэк, Джейсон Лав, Джекс Слейхер, Луи Смоллс и Чарли Мэк |
| 2019 | Blacked Raw V23 | Афина Фэрис, Джейн Уайлд, Джианна Диор, Кензи Ривз, Райли Рид, Джейсон Лав, Джекс Слейхер, Луи Смоллс и Роб Пайпер |
| 2019 | Blacked Raw V24 | Джои Уайт, Мэззи Грейс, Сэми Уайт, Эвелин Клэр, Элли Николь, Джекс Слейхер, Луи Смоллс, Роб Пайпер и Флекс Фиткок |
| 2019 | Blacked Raw V25 | Скай Блу, Хейзел Мур, Элис Пинк, Эмили Уиллис, Джамал Райт, Джейсон Лав, Джонни Мамба и Слай Дигглер |
| 2019 | Blacked Raw V26 | Джилл Кэссиди, Кайлер Куинн, Лия Уинтерс, Наоми Суонн, Джейсон Лав, Луи Смоллс и Роб Пайпер |
| 2020 | Blacked Raw V27 | Белла Ролланд, Джули Кэш, Кендра Сандерленд, Райли Стил, Джейсон Лав, Джекс Слейхер, Луи Смоллс и Роб Пайпер |
| 2020 | Blacked Raw V28 | Алекс Кол, Банни Колби, Лана Роудс, Оксана Чик, Джейсон Лав, Джекс Слейхер, Джосс Лескаф и Мистер Брукс |
| 2020 | Blacked Raw V29 | Кэй Картер, Лина Андерсон, Морган Рэйн, Эйвери Кристи, Луи Смоллс, Майкл Уильямс, Прешер и Слай Дигглер |
| 2020 | Blacked Raw V30 | Аликс Линкс, Брэнди Лав, Джейси Стар, Карла Куш, Кори Чейз, Айзея Максвелл, Биг Тре, Джамал Райт, Джекс Слейхер, Диллион Кокс, Принц Иешуа и Слай Дигглер |
| 2020 | Blacked Raw V31 | Адрия Рэй, Артея, Наталья Куин, Эмма Старлетто, Айзея Максвелл, Биг Тре, Джекс Слейхер, Джосс Лескаф, Прешер, Роб Пайпер и Фредди Гонг |
| 2020 | Blacked Raw V32 | Алекс Грей, Лекси Белл, Литтл Каприс, Скай Блу, Джейсон Лав, Джекс Слейхер, Прешер, Слай Дигглер и Фредди Гонг |
| 2020 | Blacked Raw V33 | Афина Паломино, Лика Стар, Пейдж Оуэнс, Тиффани Уотсон, Айзея Максвелл, Джейсон Лав, Джекс Слейхер, Джосс Лескаф, Прешер и Слай Дигглер |
| 2020 | Blacked Raw V34 | Анни Аврора, Кайлер Куинн, Скарлит Скандал, Хлоя Капри, Шанель Грей, Эшли Лэйн, Айзея Максвелл, Джекс Слейхер, Прешер, Роб Пайпер и Чарли Мэк |
| 2020 | Blacked Raw V35 | Алесия Фокс, Валентина Наппи, Дана Вульф, Кайен Кляйн, Джекс Слейхер, Прешер, Слай Дигглер и Фредди Гонг |
| 2021 | Blacked Raw V36 | Алиссия Кент, Лия Сильвер, Ния Наччи, Обри Томас, Ребекка Вольпетти, Даррелл Дипс, Джекс Слейхер, Слай Дигглер и Фредди Гонг |
| 2021 | Blacked Raw V37 | Анджелика Грейс, Ария Ли, Лика Стар, Лина Пол, Скай Блу, Эдди Эндрюс, Даррелл Дипс, Джонатан Джордан, Прешер и Роб Пайпер |
| 2021 | Blacked Raw V38 | Алексис Тэй, Джилл Кэссиди, Наоми Суонн, Скайлар Вокс, Тиффани Тейтум, Эмили Уиллис, Джейсон Лав, Джекс Слейхер, Роб Пайпер и Слай Дигглер |
| 2021 | Blacked Raw V39 | Алекс Грей, Райли Стил, Шарлотта Синс, Элиза Ибарра, Айзея Максвелл, Джекс Слейхер, Прешер, Роб Пайпер и Слай Дигглер |
| 2021 | Blacked Raw V40 | Вики Чейз, Кензи Ривз, Эльза Джин, Эмили Уиллис, LaSirena69, Айзея Максвелл, Антон Харден, Дуэйн Фокс, Прешер, Принц Иешуа, Слай Дигглер и Чарли Мэк |
| 2021 | Blacked Raw V41 | Агата Вега, Бэйби Николс, Кэгни Линн Картер, Нала Брукс, Элиза Ибарра, Антон Харден, Джекс Слейхер, Прешер и Фредди Гонг |
| 2021 | Blacked Raw V42 | Ванна Бардо, Наталья Куин, Рэйчел Риверс, Сибил, Эмма Старлетто, Антон Харден, Джейсон Лав, Принц Иешуа, Роб Пайпер и Слай Дигглер |
| 2021 | Blacked Raw V43 | Ария Ли, Делила Дэй, Джуди Джоли, Лейни Грей, Эльза Джин, Джекс Слейхер, Принц Иешуа, Роб Пайпер и Слай Дигглер |
| 2021 | Blacked Raw V44 | Джесса Роудс, Кали Роуз, Коко Лавлок, Николь Нэш, Айзея Максвелл, Антон Харден, Брикзилла и Прешер |
| 2021 | Blacked Raw V45 | Алина Али, Вайолет Майерс, Вайолет Старр, Джесси Сэйнт, Мона Азар, Антон Харден, Джекс Слейхер, Принц Иешуа, Роб Пайпер и Слай Дигглер |
| 2021 | Blacked Raw V46 | Изабель Дельтор, Кензи Энн, Лорен Филлипс, Холли Хотвайф, Айзея Максвелл, Даррелл Дипс, Прешер и Слай Дигглер |
| 2022 | Blacked Raw V47 | Ария Бэнкс, Жаклин Тейлор, Кира Нуар, Эви Лав, Эмили Кьюти, Антон Харден, Антонио Блэк, Роб Пайпер, Слай Дигглер и Фредди Гонг |
| 2022 | Blacked Raw V48 | Аполония Лапьедра, Дженнифер Уайт, Морган Ли, Сесилия Лайон, Стефани Кайлер, Антон Харден, Джекс Слейхер, Принц Иешуа, Слай Дигглер и Хесус Рейес |
| 2022 | Blacked Raw V49 | Алина Али, Ариана Ван Икс, Кайли Ганнер, Лилли Белл, Серена Сантос, Фрея Майер, Айзея Максвелл, Роб Пайпер, Слай Дигглер, Фредди Гонг и Хесус Рейес |
| 2022 | Blacked Raw V50 | Венера Максима, Кэндис Дэр, Рарри Раунд, Соня Блейз, Хейли Рид, Элли Николь, Антон Харден, Джекс Слейхер, Джосс Лескаф, Слай Дигглер и Хесус Рейес |
| 2022 | Blacked Raw V51 | Алина Лопес, Лили Лу, Никки Свит, Скай Пирс, Антон Харден, Роб Пайпер, Слай Дигглер и Трой Франсиско |
| 2022 | Blacked Raw V52 | Джазмин Лав, Кармен Кальенте, Литтл Драгон, Хейли Спейдс, Айзея Максвелл, Антон Харден, Джосс Лескаф и Слай Дигглер |
| 2022 | Blacked Raw V53 | Блейк Блоссом, Кимберли Роуз, Скарлетт Хэмптон, Хлоя Черри, Айзея Максвелл, Антон Харден, Джекс Слейхер и Слай Дигглер |
| 2022 | Blacked Raw V54 | Азул Хермоса, Лили Ларимар, Саша Роуз, Эйприл Сноу, Антон Харден, Даррелл Дипс, Дон «Три Икса» Принс, Принц Иешуа и Слай Дигглер |
| 2022 | Blacked Raw V55 | Алексис Фоукс, Брэнди Лав, Дана Деармонд, Джейми Мишель, Айзея Максвелл, Антон Харден, Джейсон Лав, Джекс Слейхер, Прешер и Слай Дигглер |
| 2022 | Blacked Raw V56 | Адриана Чечик, Вайолет Майерс, Ванна Бардо, Вик Мари, Вики Чейз, Кайлер Куинн, Николь Доши, Саванна Бонд, Сибил, Соня Блейз, Хлоя Темпл, Эви Лав, Айзея Максвелл, Антон Харден, Брикзилла, Гарланд, Джей Хефнер, Джейми Нокс, Джек Рипфер, Джекс Слейхер, Джонатан Джордан, Джон Леджендари, Задди, Принц Иешуа, Ричард Манн, Слай Дигглер, Стретч и Тирон Лав |
| 2022 | Blacked Raw V57 | Габби Картер, Николь Доши, Эмбер Мур, Энджел Эмили, Айзея Максвелл, Антонио Блэк, Даррелл Дипс, Марк Лонгвуд, Ричард Манн, Слай Дигглер и Фредди Гонг |
| 2022 | Blacked Raw V58 | Леана Лавингс, Литтл Дрэгон, Эбби Мейли, Эль Ли, Эшли Лейн, Айзея Максвелл, Антон Харден, Джек Рипфер, Джекс Слейхер и Фредди Гонг |
| 2022 | Blacked Raw V59 | Джазлин Рэй, Лили Ларимар, Мелоди Маркс, Пенелопа Кам, Спенсер Брэдли, Антон Харден, Джосс Лескаф, Ричард Манн, Фредди Гонг и Хесус Рейес |
| 2023 | Blacked Raw V60 | Блейк Блоссом, Коко Лавлок, Мэди Лейн, Мэри Рок, Сия Сиберия, Хейли Спейдс, Антон Харден, Джек Рипфер, Джосс Лескаф и Ричард Манн |
| 2023 | Blacked Raw V61 | Мейзи Майерс, Мини Вамп, Пристин Эдж, Скарлетт Джонс, Эмели Кристал, Антон Харден, Джек Рипфер, Ричард Манн и Хесус Рейес |
| 2023 | Blacked Raw V62 | Армани Блэк, Кайли Рокет, Кэти Куш, Мейтленд Уорд, Пенни Барбер, Элиза Кальви, Антон Харден, Джейми Нокс, Джекс Слейхер, Джонатан Джордан, Джосс Лескаф, Мази «Грешник» и Ричард Манн |
| 2023 | Blacked Raw V63 | Ванесса Алессия, Вики Чейз, Келли Коллинз, Леана Лавингс, Эйвери Кристи, Антон Харден, Джейми Нокс, Джекс Слейхер, Джордан Макс, Ричард Манн, Роб Пайпер и Фредди Гонг |
| 2023 | Blacked Raw V64 | Азия Варгас, Аннабель Редд, Джазлин Рэй, Холли Молли, Антон Харден, Джек Рипфер, Ричард Манн и Фредди Гонг |
| 2023 | Blacked Raw V65 | Вэл Стил, Мэрилин Шугар, Сойер Кэссиди, Шанель Камрин, Антон Харден, Джек Рипфер, Джекс Слейхер и Ричард Манн |
| 2023 | Blacked Raw V66 | Агата Вега, Анна Клэр Клаудс, Жасмин Лав, Лиз Джордан, Скарлетт Алексис, Антон Харден, Даррелл Дипс, Джек Рипфер, Джекс Слейхер и Ричард Манн |
| 2023 | Blacked Raw V67 | Алина Уэст, Кали Роуз, Кимми Кимм, Мэри Рок, Эмбер Мур, Антон Харден, Джекс Слейхер, Ричард Манн и Фредди Гонг |
| 2023 | Blacked Raw V68 | Рика Фейн, Саванна Бонд, Саммер Джонс, Эмма Рози, Айзея Максвелл, Антон Харден, Джек Рипфер, Роб Пайпер и Фредди Гонг |

## Режиссёры фильмов
| Режиссёр(-ы)                           | Фильмы                                            |
| -------------------------------------- | ------------------------------------------------- |
| Грег Лански                            | V1—7, V9, V11—24                                  |
| Такер Элай                             | V8, V10                                           |
| Дерек Дозер                            | V25—27, V29—30, V51, V53, V55                     |
| Алекс Айкстер, Дерек Дозер, Шеф        | V28, V33, V41, V47, V48, V56—57                   |
| Дерек Дозер, Шеф                       | V31, V38, V42—45                                  |
| Алекс Айкстер, Дерек Дозер             | V32, V35—37, V46, V49, V50, V52, V58—60, V64, V66 |
| Дерек Дозер, Кей Джи Би                | V34, V40, V67                                     |
| Дерек Дозер, Кей Джи Би, Шеф           | V39                                               |
| Алекс Айкстер, Дерек Дозер, Кей Джи Би | V54, V61—62, V65                                  |
| Дерек Дозер, Джулия Гранди, Шеф        | V63                                               |
| Дерек Дозер, Джулия Гранди, Кей Джи Би | V68                                               |

## Награды и номинации
| Год  | Награда          | Результат | Категория | Фильм                                              |
| ---- | ---------------- | --------- | --- | -------------------------------------------------- |
| 2018 | NightMoves Award | Номинация | Лучший только секс/гонзо-фильм | Blacked Raw V2                                     |
| 2019 | AVN Award        | Номинация | Лучшая сцена триолизма (П/П/Д) (Лина Пол, Джосс Лескаф и Нэт Тёрнхер) | Blacked Raw V6                                     |
| 2019 | AVN Award        | Номинация | Лучшая сцена триолизма (П/П/Д) (Химэ Мари, Джейсон Лав и Луи Смоллс) | Blacked Raw V10                                    |
| 2019 | AVN Award        | Номинация | Лучший межрасовый фильм | Blacked Raw V3                                     |
| 2019 | AVN Award        | Номинация | Лучший этнический/межрасовый сериал | Blacked Raw                                        |
| 2019 | NightMoves Award | Победа    | Лучший этнический/межрасовый фильм (выбор поклонников) | Blacked Raw V15                                    |
| 2019 | XBIZ Award       | Победа    | Сериал-виньетка года | Blacked Raw V.                                     |
| 2019 | XRCO Award       | Победа    | Лучший межрасовый сериал | Blacked Raw                                        |
| 2020 | AVN Award        | Номинация | Лучшая анальная сцена в иностранном фильме (Лия Сильвер и Джосс Лескаф) | Blacked Raw V19 (за сцену Joy Ride)                |
| 2020 | AVN Award        | Номинация | Лучшая сцена группового секса (Елена Кошка, Лили Лабо, Пейдж Оуэнс, Хлоя Капри, Айзея Максвелл, Джейсон Браун, Джейсон Лав, Джекс Слейхер, Луи Смоллс, Севьян Харден, Слим Поук и Чилли Чиллс)                                                                          | Blacked Raw V21 (за сцену About Last Night)        |
| 2020 | AVN Award        | Победа    | Лучшая сцена группового секса в иностранном фильме (Джиа Лисса, Элла Хьюз и Джейсон Лав) | Blacked Raw V15 (за сцену Double Dare)             |
| 2020 | AVN Award        | Номинация | Лучшая сцена двойного проникновения (Адриана Чечик, Джейсон Браун и Джекс Слейхер) | Blacked Raw V21 (за сцену Double Dose)             |
| 2020 | AVN Award        | Номинация | Лучшая сцена триолизма (П/П/Д) (Кендра Сандерленд, Джекс Слейхер и Джосс Лескаф) | Blacked Raw V13 (за сцену My First Weekend Single) |
| 2020 | AVN Award        | Победа    | Лучший фильм с групповым сексом | Blacked Raw V21                                    |
| 2020 | AVN Award        | Победа    | Лучший межрасовый фильм | Blacked Raw V23                                    |
| 2020 | AVN Award        | Номинация | Лучший этнический/межрасовый сериал или канал | Blacked Raw V.                                     |
| 2020 | NightMoves Award | Номинация | Лучший только секс/гонзо-фильм | Blacked Raw V28                                    |
| 2020 | XBIZ Award       | Номинация | Лучшая сцена секса — виньетка (Кендра Сандерленд, Джекс Слейхер и Джосс Лескаф) | Blacked Raw V13                                    |
| 2020 | XBIZ Award       | Номинация | Лучшая сцена секса — только секс (Миа Мелано и Роб Пайпер) | Blacked Raw V17                                    |
| 2020 | XBIZ Award       | Победа    | Лучшая сцена секса — только секс (Тиана Трамп и Джейсон Лав) | Blacked Raw V19                                    |
| 2020 | XBIZ Award       | Номинация | Лучшая сцена секса — только секс (Эбби Мейли и Роб Пайпер) | Blacked Raw V20                                    |
| 2020 | XBIZ Award       | Победа    | Сериал-виньетка года | Blacked Raw                                        |
| 2020 | XBIZ Award       | Номинация | Фильм-виньетка года | Blacked Raw V10                                    |
| 2020 | XRCO Award       | Номинация | Лучший гонзо-сериал | Blacked Raw                                        |
| 2020 | XRCO Award       | Победа    | Лучший продолжающийся смешанный сериал | Blacked Raw                                        |
| 2021 | AVN Award        | Номинация | Лучшая гэнгбэнг-сцена (Адрия Рэй, Айзея Максвелл, Джекс Слейхер и Роб Пайпер) | Blacked Raw V31 (за сцену From Every Angle)        |
| 2021 | AVN Award        | Номинация | Лучший гонзо/покрывающий фильм или антология | Blacked Raw V26                                    |
| 2021 | Inked Award      | Номинация | Групповая сцена года (Адрия Рэй, Айзея Максвелл, Джекс Слейхер и Роб Пайпер) | Blacked Raw V31                                    |
| 2021 | Inked Award      | Номинация | Сцена года (Адрия Рэй, Айзея Максвелл, Джекс Слейхер и Роб Пайпер) | Blacked Raw V31                                    |
| 2021 | NightMoves Award | Номинация | Лучший выпуск с короткометражными фильмами | Blacked Raw V38                                    |
| 2021 | XRCO Award       | Номинация | Лучший гонзо-фильм | Blacked Raw V26                                    |
| 2021 | XRCO Award       | Победа    | Лучший продолжающийся смешанный сериал | Blacked Raw                                        |
| 2022 | AVN Award        | Номинация | Лучшая командная сцена (Эльза Джин, Прешер и Принц Иешуа) | Blacked Raw V40 (за сцену Team Player)             |
| 2022 | AVN Award        | Номинация | Лучшая сцена секса парень/девушка (Коко Лавлок и Айзея Максвелл) | Blacked Raw V44 (за сцену Freshly Squeezed)        |
| 2022 | AVN Award        | Победа    | Лучший гонзо/компендиум-сериал или канал | Blacked Raw V.                                     |
| 2022 | XBIZ Award       | Номинация | Гонзо-сериал года | Blacked Raw                                        |
| 2022 | XBIZ Award       | Номинация | Лучшая сцена секса — гонзо (Элиза Ибарра и Джекс Слейхер) | Blacked Raw V41                                    |
| 2022 | XBIZ Award       | Номинация | Лучшая сцена секса — гонзо (Эльза Джин и Джекс Слейхер) | Blacked Raw V43                                    |
| 2022 | XRCO Award       | Номинация | Лучший гонзо-сериал | Blacked Raw                                        |
| 2022 | XRCO Award       | Победа    | Лучший продолжающийся смешанный сериал (вместе с Dredd) | Blacked Raw                                        |
| 2023 | AVN Award        | Победа    | Лучший гонзо/синемакор-сериал или канал | Blacked Raw                                        |
| 2023 | AVN Award        | Победа    | Лучшая сцена секса вчетвером/оргии (Вайолет Майерс, Ванна Бардо, Вик Мари, Вики Чейз, Николь Доши, Саванна Бонд, Айзея Максвелл, Антон Харден, Брикзилла, Гарланд, Джей Хефнер, Джейми Нокс, Джонатан Джордан, Джон Леджендари, Задди, Ричард Манн, Стретч и Тирон Лав) | Blacked Raw V56 (за сцену High Gear)               |
| 2023 | AVN Award        | Номинация | Лучшая сцена триолизма (М/Ж/М) (Лили Ларимар, Дон Принс и Принц Иешуа) | Blacked Raw V54 (за сцену Double Fun)              |
| 2023 | NightMoves Award | Победа    | Лучший только секс/гонзо-фильм | Blacked Raw V56                                    |
| 2023 | Urban X Award    | Победа    | Лучшая групповая работа | Blacked Raw V56 (за сцену High Gear)               |
| 2023 | XBIZ Award       | Победа    | Гонзо-сериал года | Blacked Raw                                        |
| 2023 | XBIZ Award       | Номинация | Гонзо-фильм года | Blacked Raw V45                                    |
| 2023 | XBIZ Award       | Номинация | Гонзо-фильм года | Blacked Raw V51                                    |
| 2023 | XBIZ Award       | Номинация | Лучшая сцена секса — гонзо (Хейли Рид, Элли Николь, Антон Харден и Слай Дигглер) | Blacked Raw V50                                    |
| 2023 | XBIZ Award       | Номинация | Лучшая сцена секса — гонзо (Алина Лопес и Роб Пайпер) | Blacked Raw V51                                    |
| 2023 | XRCO Award       | Победа    | Лучший гонзо-сериал | Blacked Raw                                        |
| 2023 | XRCO Award       | Победа    | Лучший гонзо-фильм | Blacked Raw V56                                    |
| 2023 | XRCO Award       | Номинация | Лучший продолжающийся смешанный сериал | Blacked Raw                                        |
| 2024 | AVN Award        | Победа    | Лучшая сцена секса вчетвером/оргии (Джианна Диор, Кайли Рокет, Дуэйн Фокс и Ричард Манн) | Blacked Raw V70 (за сцену All for Us)              |
| 2024 | AVN Award        | Победа    | Лучший гонзо/синемакор-сериал или канал | Blacked Raw                                        |
| 2024 | NightMoves Award | Победа    | Лучший только секс/гонзо-фильм | Blacked Raw V79                                    |
| 2024 | XBIZ Award       | Победа    | Гонзо-сериал года | Blacked Raw                                        |
| 2024 | XRCO Award       | Номинация | Лучший гонзо-сериал | Blacked Raw                                        |
| 2024 | XRCO Award       | Номинация | Лучший гонзо-фильм | Blacked Raw V72                                    |
| 2024 | XRCO Award       | Номинация | Лучший продолжающийся смешанный сериал | Blacked Raw                                        |
| 2024 | XRCO Award       | Победа    | Лучший этнический/смешанный сериал | Blacked Raw                                        |
| 2025 | AVN Award        | Номинация | Лучший гонзо/синемакор-сериал или линейка в произвольном формате | Blacked Raw                                        |
| 2025 | XMA Award        | Победа    | Сериал-виньетка года | Blacked Raw                                        |
| 2025 | XRCO Award       | Номинация | Лучший гонзо-сериал | Blacked Raw                                        |